# Sangharaja
Le Sangharaja (littéralement « dirigeant de la communauté », souvent rendu par Patriarche suprême [du Sangha ; du pali sangha, la communauté des moines et raja, roi, prince) est un titre donné au chef du Sangha d'un pays, essentiellement dans les régions où le courant Theravada est majoritaire.

## Emploi du titre

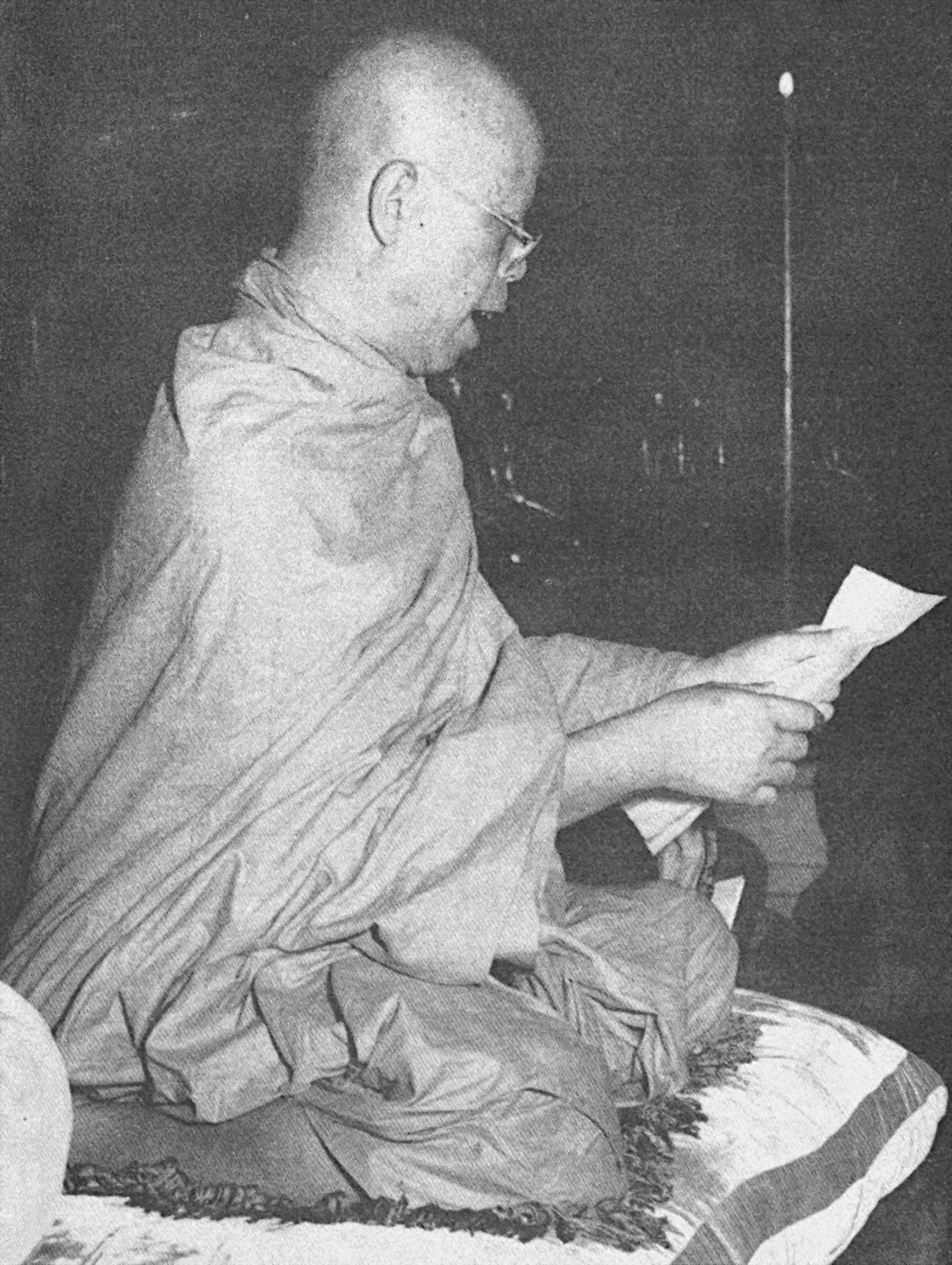
Bhaddanta Lokaratthi, Sangharājā du Laos, (titre officiel: Samdach Phrabuddhajinros Sakalamahāsangha Pāmokkha) lisant un discours lors de la séance d'ouverture de la session Laos-Cambodge du Concile bouddhique (Chaṭṭa Sangāyanā), le 28 avril 1955.

Le titre est utilisé au Sri Lanka, en Thaïlande et au Cambodge. Le titre est décerné à un moine qui est le chef d'une école monastique spécifique ou qui est le responsable du sangha sur le plan national. Le processus de nomination varie d'une tradition à l'autre. En Corée, le Patriarche suprême est appelé chonjŏng. Il est le chef du plus grand ordre bouddhique de ce pays, le Chogye chong. L'équivalent birman du sangharaja porte le titre de Thathanabaing.
À noter aussi l'existence dans certaines régions du titre de upasangharaja, qui est attribué à une sorte d'adjoint du sangharaja qui l'assiste dans ses fonctions.

## Nomination et fonctions
Le processus de nomination varie en fonction d'une tradition bouddhique à l'autre. Parfois, on a élu le moine le plus âgé du sangha, parfois, il est nommé par le roi, dont c'était une des prérogatives.
Du côté des fonctions, on trouve également de grandes différences d'un pays à l'autre. Le titre peut-être largement, voire totalement honorifique, auquel cas le sangharaja est surtout une sorte d'instance morale du sangha et son porte-parole. Dans d'autres cas, il est doté de pouvoirs importants qui lui permettent d'apporter des changements conséquents dans le sangha.
À titre d'exemple, en Thaïlande en 1943, une loi définit ainsi le processus de nomination et la fonction du sangharaja: 

« L'organisation du Sangha en Thaïlande (selon la loi de 1943) était similaire à celle de l'État. Le Sangharaja ou Patriarche Suprême est le plus haut dignitaire bouddhiste du royaume. Il est choisi par le roi, en consultation avec le gouvernement. Le Sangharaja nomme un conseil de ministres ecclésiastiques dirigé par le Sangha Nayaka dont la position est analogue à celle du Premier ministre de l'État. »